# 鄭烈
參數所指定的目標頁面不存在，建議更正成存在頁面或直接建立下列一個頁面（建立前請先搜尋是否有合適的存在頁面可以取代）：
- 鄭烈 (永樂進士)

參數所指定的目標頁面不存在，建議更正成存在頁面或直接建立下列一個頁面（建立前請先搜尋是否有合適的存在頁面可以取代）：
- 鄭烈 (朝鮮民主主義人民共和國)

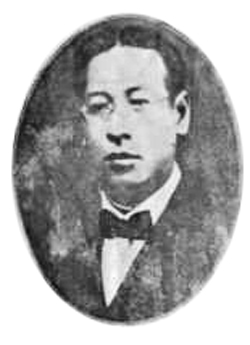
鄭烈

鄭烈（1888年—1958年12月）字晓云，号天啸生，福州闽侯人。中国民主革命家，中华民国法学家、法官、检察官、律师。

## 生平
鄭烈幼年患眼疾，几近失明。故10岁才开蒙，13岁入南京水师学堂，后来1904年转入长沙实业学堂肄业。1905年，郑烈赴日本，入东京弘文学院普通科学习两年，其间于1906年经李恢介绍加入中国同盟会，参加林文、林觉民等人在东京郊外秘密设立的中国同盟会第十四支部（福建支部）的活动。1907年，入日本大学攻读法律，获法学士学位。
1911年3月，郑烈归国，准备参加黄花岗起义，后来传起事改期举办，故撤回香港。但是，滞留在广州的林文、林觉民、方声洞等人坚持起义，遭到失败。起义失败后，郑烈接替林文，担任中国同盟会第十四支部支部长。辛亥革命爆发后，1911年11月，福建光复，郑烈出任福建军政府司法部部长（1912年7月改为司法司司长），后来担任公立福建法政专门学校校长，并且策任福建稽勋分局局长。1913年，任福建司法筹备处处长，不久该处裁撤。1915年3月，赴云南任昆明地方法院检察厅检察长，1915年11月，因不满袁世凯称帝而辞职回家乡。1916年，郑烈出任江苏高等审判厅推事，后来充任庭长。
1921年，郑烈随孙中山到广州，出任护法军政府大理院及平政院庭长，统摄院务，并且兼任粤军总司令部参议。1921年11月，调任广西高等审判厅厅长。1922年6月，因广西政乱，郑烈去职。当时，北京政府司法部改任郑烈为青岛地方检察厅检察长，但郑烈辞未就任。1923年3月，转任福建高等审判厅厅长，后来兼任福建私立尚宾法政学校校长。1927年，北伐军开入福建省，废除福建高等审判厅，郑烈离职，赴厦门充当执业律师。
1927年秋，郑烈获聘为厦门大学法科兼职法学讲师，参与法科学生的若干课外活动，并且曾在法科同学会创办的《法潮》杂志第一期（1927年12月付印）上发表《请求再审诉状附判决词》一文。
南京国民政府成立后，1928年11月郑烈被任命为最高法院检察署检察长，乃辞去厦门大学法科兼职。郑担任最高法院检察署检察长直到1948年12月。任内，1947年6月28日，郑烈受司法行政部部长谢冠生之命，以检察长名义下令通缉中共中央主席毛泽东，並於全國各地报纸刊登了通缉令全文。
1949年，郑烈辞职到台湾，在台北市专门从事律师工作，并连任两届「台北市福州十一邑市同乡会」理事长。1958年12月，郑烈病逝。

## 著作
- 《精忠柏史剧》
- 《历代人物评咏》
- 《黄花岗烈士林大将军传》
- 《黄花岗福建十杰纪实》
- 《啸余吟草》
- 《中国新刑法判解汇编（总则）》[1]

## 家庭
- 女：郑秀，原为清华大学法律系学生。后曾在中国人民银行经济研究处工作。
  - 女婿：曹禺，剧作家，原为清华大学外国文学系学生，比郑秀高两届。后曾在中央戏剧学院工作。1937年10月在长沙与郑秀结婚，1951年在北京与郑秀协议离婚。
- 子：郑憲，郑秀的弟弟。[3]